# Buton terminal

Imaginea 1 - sinapsă - Transmiterea sinaptică A) Componenta presinaptică B) Componenta postsinaptică 1. Mitocondrie 2. Vezicule cu mediator 3. Autoreceptor 4. Fanta sinaptică 5. Receptor 6. Canal ionic Ca++ 7. Vezicula ce eliberează mediatorul 8. Pompa de reabsorbite a mediatorului

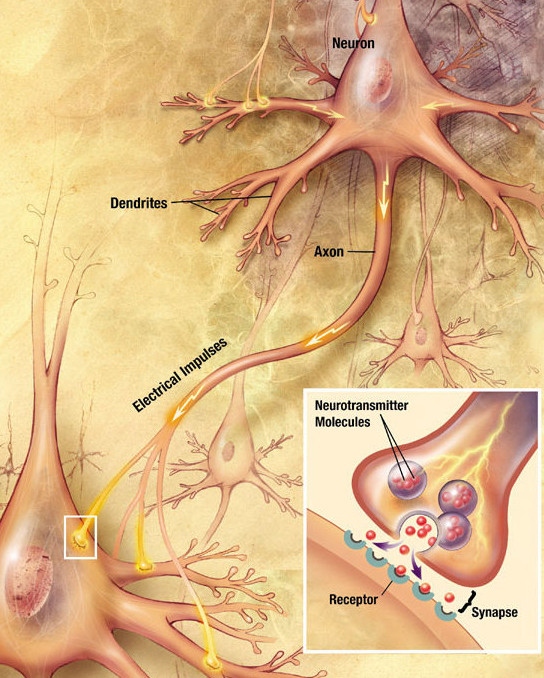
ANTENTIE: aceasta imagine este doar cu scop ilustrativ, transmiterea impulsului nervos nu se realizează printr-un salt electric, deoarece membrana postsinaptică nu este excitabilă electric, transmiterea se realizează printr-un mecanism chimic! Vezi sinapsa

Butonii terminali sunt ultimele ramificații ale axonului. Aceștia conțin neurofibrile și mitocondrii, precum și vezicule în care este stocata o substanță (mediator chimic) prin care impulsul nervos este transmis altui neuron prin sinapsa interneuronală, axonii conducând impulsul nervos centrifug (eferent) - dinspre corpul neuronal spre butonii terminali. Butonii terminali sunt legătură directă cu dendritele altui neuron.